# Subjectile
Dans le domaine technique des peintures, vernis et leurs domaines d'application, le subjectile est la surface externe sur laquelle le peintre applique une couche de peinture, d'apprêt, d'enduit ou de vernis. Pour la première couche, le subjectile est la surface déjà traitée,.

## Étymologie
Dérivé du supin subjectum de subjicere « placer dessous » avec le suffixe -ile, sur le modèle de mots comme projectile, le mot « subjectile » est attesté en français au XIXe siècle. Paillot de Montabert le définit au tome 1 et l'emploie abondamment dans les neuf volumes de son Traité de la peinture publié de 1829 à 1853.

## Peinture artistique
En peinture d'art, les termes support et subjectile sont synonymes (Béguin). Le dispositif matériel qui tient le tableau en place s'appelle aussi « support » ; « subjectile » permet de désigner sans ambigüité le matériau sous-jacent à la couche picturale.

## Signalisation routière

Dos d'un panneau routier - le subjectile est en tôle d'aluminum laquée

En France, en signalisation routière, le terme « subjectile » désigne non seulement la surface, mais l'ensemble du panneau sur lequel on appose, généralement sur des matériaux de façade rétroréfléchissants et non rétroréfléchissants, le dessin conventionnel qui indique son sens. Au Quebec le mot a son acception commune.

### Matériau
Dans la plupart des cas le subjectile est en métal, en tole d'aluminium, mais dans le cas de panneaux provisoires des subjectiles en contreplaqué peuvent être utilisés. Les matériaux appliqués sont des films autocollants.
Le subjectile peut avoir un traitement de surface de type laquage.
Le matériau appliqué sur le subjectile constitue quant à lui ce que l'on appelle la face du panneau.

## Qualités d'un subjectile
« Un bon subjectile doit être formé d'une substance inaltérable par le temps et les agents atmosphériques, stable dans sa forme primitive, mais assez poreuse et assez tenace pour permettre a la couleur ou à la préparation de la pénétrer en partie et d'y prendre une solide attache ».
Les qualités d'un subjectile dépendent de son usage. Lorsque la peinture forme une image, on les classe souvent en deux catégories, selon la facilité de transport (Béguin 1990). Elles dépendent aussi du type de peinture ou vernis qui doit les recouvrir.  L'adhérence de la peinture, tant humide, au moment de son application, qu'une fois sèche, est capitale. Le subjectile ne doit pas réagir avec le liant ni avec les matières colorantes. Un subjectile doit servir « sans qu'il se manifeste d'embus, c'est-à-dire, de parties où la couleur séparée du délayant par l'appel de la capillarité présente une surface terne et mate » (Gay 1851, p. 60). Si le subjectile est plus souple que la peinture, celle-ci risque de se craqueler et de se détacher.

## Usage métaphorique
Antonin Artaud, assimilant la peau, partie apparente de l'être humain, à une peinture, appelle subjectile les parties sous-jacentes, jouant de la similitude avec le subjectif du sujet. Après lui Jacques Derrida a filé cette métaphore.